# Севастопольские рассказы (телесериал)
«Севастопольские Рассказы. Путешествия в историю с Игорем Золотовицким» — документальный цикл киностудии «Лавр» режиссёра Александра Бруньковского и Светланы Резвушкиной.

## Сюжет
Цикл из 15 фильмов, объединённых общей темой — историей героического города Севастополь. Часовые фильмы, снятые на стыке документалистики и игрового кино в актуальном жанре «инфотейнмента», охватывают всю более чем 200-летнюю историю Севастополя с момента его основания в июне 1783 года по 1954 год — когда Никита Хрущев передал Крым Украинской ССР.
Это город-крепость и город-символ, не однажды озарившего себя яркой воинской славой в сражениях за целостность и независимость российского государства.
Первый фильм посвящён гениальной пиар-кампании, придуманной фаворитом Екатерины Великой Григорием Потёмкиным. В 1786 году Императрица на полгода оставила столицу — Санкт-Петербург, и отправилась через всю Империю к Чёрному морю. Туда где находились еe новые владения — Крым, вошедший в состав России в результате русско-турецкой войны.
Блестящий выдумщик и помощник в государственных делах Потёмкин выступил организатором маршрута. Так, искусственно созданные им в Крымских степях поселения подарили русскому языку новое выражение — «потёмкинские деревни».
Мощь Российской империи стала неоспоримой, когда путешественникам открылся новый российский форпост — крепость Севастополь, заложенная незадолго до описываемых событий. Казалось, город и строить-то было не из чего: ни дерева, ни камня. Но выход был найден: в дело пошли развалины древнегреческого Херсонеса. А уж когда сопровождавшие Императрицу увидели в Севастопольской бухте грозный российский военный флот, гордости Екатерины не было предела. Никто и предположить не мог, что русские смогут построить столь мощные корабли всего за несколько лет! Хотела императрица удивить мир, и ей это удалось.

## Серии
- 1. «Крымские каникулы Екатерины Великой»
- 2. «Толковый словарь Русского флота»
- 3. «Крымская война»
- 4. «Оборона Севастополя»
- 5. «Броненосец «Потемкин» и мятежный флот»
- 6. «Русская Ривьера»
- 7. «За веру, Царьград и отечество»
- 8. «Красные на чёрном»
- 9. «Уходили мы из Крыма»
- 10. «Разрыв»
- 11. «Марш энтузиастов»
- 12. «Победа любой ценой»
- 13. «Цена победы»
- 14. «Особый статус»
- 15. «Под грифом «СЕКРЕТНО»

## Актёры
В массовые сцены и эпизодические роли авторы намеренно приглашали актёров севастопольских театров и жителей Севастополя.
Сестру милосердия Дашу Севастопольскую играла редактор местной студии телевидения Елена Делендриева. Императрицу Екатерину — Валентина Шульга
Историческим консультантом выступил Юрий Падалка, ведущий научный сотрудник Национального музея героической обороны и освобождения Севастополя, председатель Севастопольского отделения Всероссийского общества охраны памятников истории и культуры.
В съемках фильма были задействованы крейсер «Михаил Кутузов», и парусный фрегат «Штандарт» — точная копия корабля 1703 года.

## Некоторые факты
Цикл снимался в период с 2006 по 2010 год. Первая серия была торжественно продемонстрирована в Севастополе 23 мая 2008 года.
В 2010 году с 21 марта по 4 июля по воскресеньям на Первом канале прошла премьера сериала, при этом не была показана 11 серия, которая рассказывает о периоде 30-х годов.
Продюсированием и финансовой поддержкой телесериала занималась компания «Таврида Электрик» и её руководитель Алексей Чалый, сыгравший в феврале—марте 2014 года одну из ключевых ролей в непризнанной мировым сообществом аннексии Крыма Российской Федерацией. Алексей Чалый также исполнил песню для 11-й серии телесериала — «Осажденный город». Режиссёр Игорь Золотовицкий не исключает возможности снять 15-ю серию — об Алексее Чалом.

## Критика
«…Севастопольские рассказы мне показались интересными прежде всего потому, что там не было стереотипов воспроизведения батального кино. Кино через человека, война через человека… Это не так часто встречается в нашем кинематографе.»— Народный артист СССР Олег Табаков

## Призы
Фильм «Цена Победы» из цикла «Севастопольские рассказы» удостоен Гран-При конкурса «Телевизионное программы и фильмы» XI Международного телекинофорума «Вместе», 2010 (Ялта).
Оператор Иван Макаров за фильм «Разрыв» из цикла «Севастопольские рассказы» был в 2010 году номинирован на премию «ТЭФИ» в категории «Оператор телевизионной программы».